# بالا (فیلم ۲۰۰۹)
بالا (به انگلیسی: Up) فیلم پویانمایی آمریکایی محصول سال ۲۰۰۹ در ژانر کمدی-درام ماجراجویی است که توسط استودیو پیکسار ساخته و توسط والت دیزنی پیکچرز منتشر شد. این فیلم به کارگردانی پیت داکتر و تهیه‌کنندگی جوناس ریورا بود. فیلم‌نامه نیز توسط باب پیترسون و داکتر نوشته شد و توماس مک‌کارتی هم در کنار این دو در خلق داستان مشارکت داشت. اد اسنر، کریستوفر پلامر، جردن ناگای و پیترسون از صداپیشگان فیلم هستند. داستان فیلم دربارهٔ پیرمرد سالخورده‌ای به نام کارل فردریکسن است که همسر خود را از دست داده است؛ او برای تحقق وعده‌ای که کارل به همسر خود الی داده بود همراه با پسربچه‌ای به نام راسِل به آمریکای جنوبی سفر می‌کنند. در طول راه، آن‌ها با حوادثی مواجه می‌شوند.
بالا اولین بار در شصت و دومین جشنواره فیلم کن در ۱۳ می ۲۰۰۹ به نمایش درآمد و در ۲۹ مه در ایالات متحده اکران شد. این فیلم به دلیل فیلمنامه، انیمیشن، شخصیت‌ها، مضامین، روایت و اجرای‌های آواز منحصر به فردش، مورد تحسین منتقدان قرار گرفت. سازمان‌هایی مانند هیئت ملی بازبینی فیلم و انستیتوی فیلم آمریکا، بالا را به عنوان یکی از ۱۰ فیلم برتر سال ۲۰۰۹ معرفی کردند. این فیلم ۷۳۵٫۱ میلیون دلار در سراسر جهان فروش داشت و به عنوان ششمین فیلم پردرآمد سال ۲۰۰۹ معرفی شد. همچنین این انیمیشن نامزد بهترین فیلم سال در جشنواره اسکار شد. این نامزدی یک اتفاق نادر برای یک انیمیشن است و فقط سه انیمیشن در جهان نامزد بهترین فیلم سال شدند. از آن زمان، بالا به‌عنوان یکی از بهترین پویانمایی‌های سدهٔ بیست و یکم و تمامی دوران‌ها شناخته شده است.

## خلاصه داستان
رؤیای پیر مرد ۷۸ ساله بادکنک فروش، کارل فردریکسِن، به تحقق می‌پیوندد. او هزاران بادکنک را به خانهٔ خودش وصل می‌کند و عازم «آبشار بهشت» در آمریکای جنوبی می‌شود. پسر بچه‌ای خوش‌بین به نام راسل به‌طور اتفاقی با فردریکسِن همسفر می‌شود. در این سفر پر ماجرا یک سگ (هاپو) و یک پرندهٔ کمیاب (توک دراز) با آن‌ها همراه می‌شوند. در آمریکای جنوبی فردریکسن قهرمان دوران کودکی خود، چارلز مانتس را ملاقات می‌کند و مشکلات و ماجراهای زیادی برای او به وجود می‌آید.

## جوایز
این کار در سال ۲۰۰۹ نامزد دریافت ۵ اسکار شد که ۲ جایزه از ۵ جایزه را در زمینهٔ «بهترین انیمیشن» و «بهترین موسیقی» از آن خود کرد. این انیمیشن نامزد دریافت ۲۷ جایزه در زمینه‌های مختلف است و ۳۴ جایزهٔ دیگر را نیز از آن خود کرده است.
- هشتاد و دومین دوره جوایز اسکار

| قسمت                 | نامزد                    | نتیجه    |
| -------------------- | ------------------------ | -------- |
| بهترین فیلم          | جوناس ریورا              | نامزدشده |
| بهترین فیلمنامه اصلی | پیت داکتر و باب پیترسن   | نامزدشده |
| بهترین موسیقی متن    | مایکل جیاکینو            | برنده    |
| بهترین صدا           | مایکل سیلورز و تام مایرز | نامزدشده |
| بهترین فیلم انیمیشن  | پیت داکتر و باب پیترسون  | برنده    |

- شصت و هفتمین مراسم گلدن گلوب

| قسمت                     | نامزد                   | نتیجه |
| ------------------------ | ----------------------- | ----- |
| بهترین موسیقی متن        | مایکل جیاکینو           | برنده |
| بهترین فیلم بلند انیمیشن | پیت داکتر و باب پیترسون | برنده |